# Trichoniscoides lagari
Trichoniscoides lagari es una especie de crustáceo isópodo terrestre cavernícola de la familia Trichoniscidae.

## Distribución geográfica
Son endémicos del noreste de la España peninsular. 